# 1932年レークプラシッドオリンピックのフィンランド選手団
1932年レークプラシッドオリンピックのフィンランド選手団（1932ねんレークプラシッドオリンピックのフィンランドせんしゅだん）は、1932年2月4日から2月15日までアメリカ合衆国ニューヨーク州のレークプラシッドで開催された1932年レークプラシッドオリンピックのフィンランド選手団、およびその競技結果。

## 概要
今大会は金メダル1個、銀メダル1個、銅メダル1個の合計3個のメダルを獲得した。
クロスカントリースキーで、ヴェリ・サーリネンがフィンランド勢としてオリンピックのクロスカントリースキー競技初の金メダルを獲得した。

## メダル
| メダル | 選手名                 | 競技                   | 種目     |
| ------ | ---------------------- | ---------------------- | -------- |
| 金     | ヴェリ・サーリネン     | クロスカントリースキー | 男子50km |
| 銀     | ヴァイノ・リーッカネン | クロスカントリースキー | 男子50km |
| 銅     | ヴェリ・サーリネン     | クロスカントリースキー | 男子18km |